# Rolf Reinemann

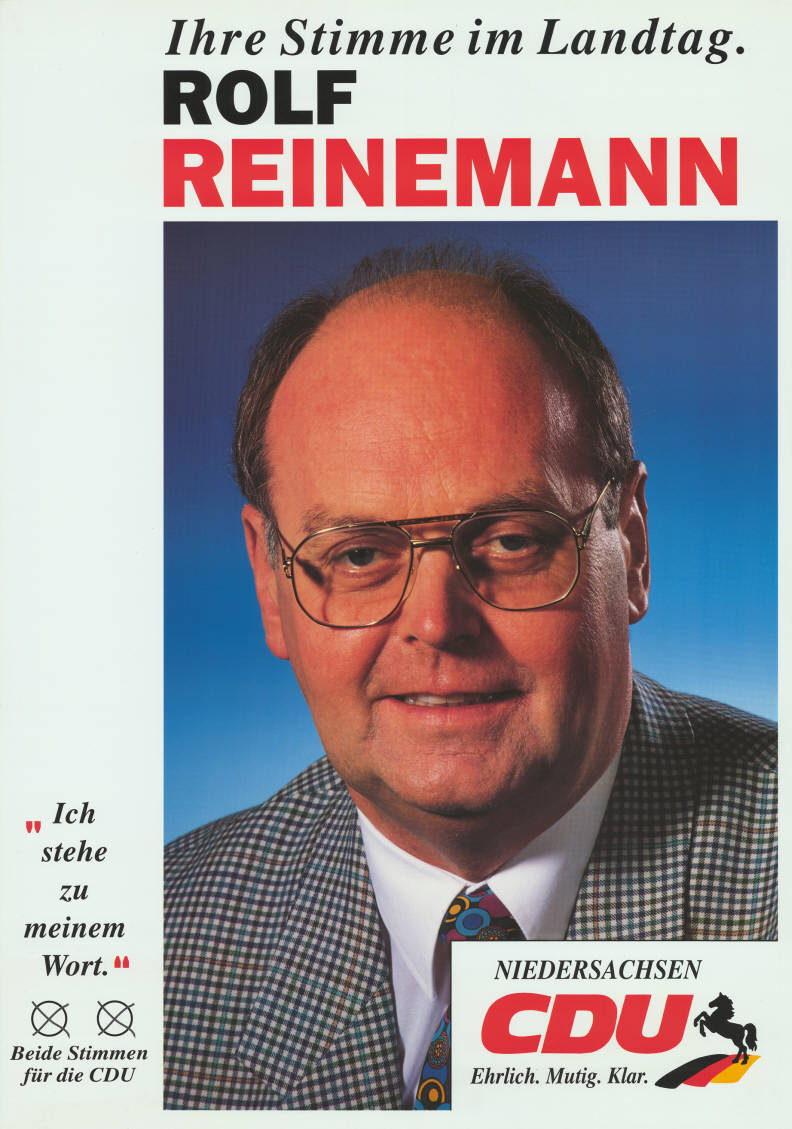
Kandidatenplakat zur Landtagswahl in Niedersachsen 1994

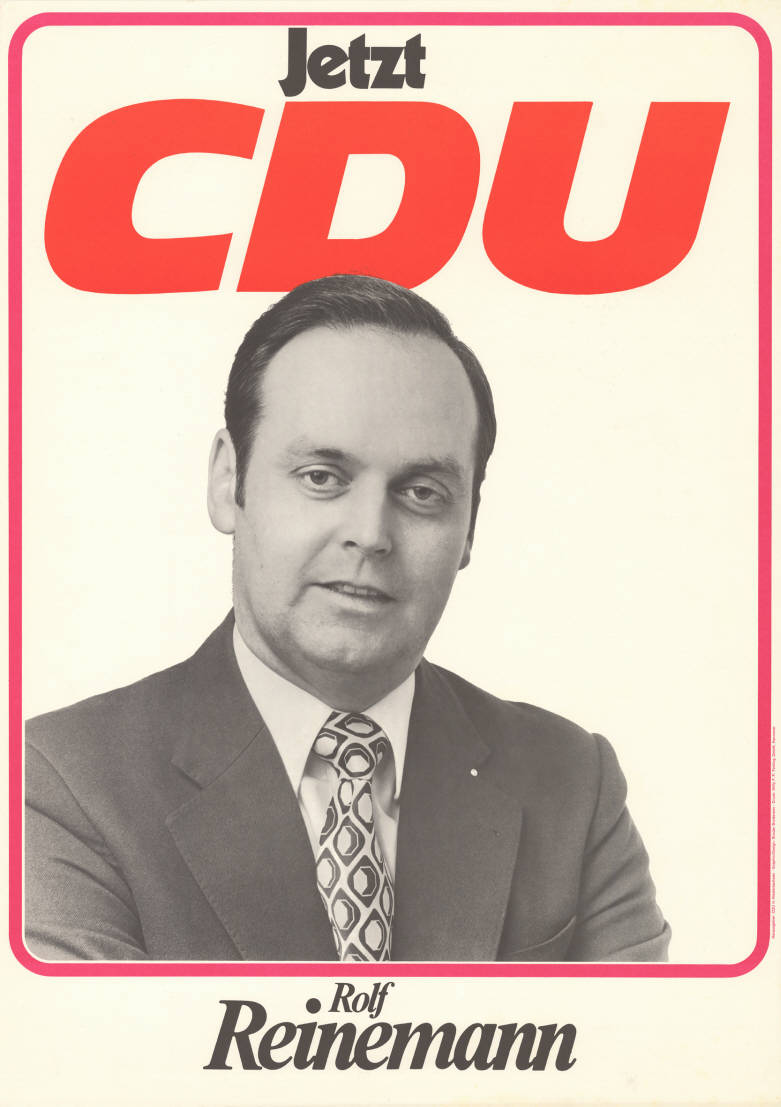
Kandidatenplakat zur Landtagswahl in Niedersachsen 1974

Rolf Reinemann (* 21. April 1939 in Helmstedt; † 19. Februar 2023) war ein deutscher Politiker (CDU) und Vorsitzender der Senioren-Union in Niedersachsen. Er war zwanzig Jahre lang Mitglied des Niedersächsischen Landtages
und mehr als zehn Jahre lang Vorsitzender des Kuratoriums der Niedersächsischen Landeszentrale für politische Bildung.

## Leben
Reinemann besuchte das Gymnasium und die Realschule. Nach seinem Schulabschluss wurde er Berufssoldat in der Bundeswehr. Er durchlief die Unteroffizierslaufbahn und wurde in Frankreich eingesetzt. Reinemann trat 1965 der CDU bei. Er erlangte 1973 die Fachhochschulreife und wechselte in die Offizierslaufbahn. Bei seinem Ausscheiden im Jahre 1974 bekleidete er den Rang eines Hauptmanns.
In den Jahren 1968 bis 1981 gehörte er als Vorsitzender der CDU-Fraktion dem Rat der Stadt Helmstedt an. Von 1981 bis 2006 gehörte er dem Kreistag des Landkreises Helmstedt an. Von 1991 bis 1994 war er stellvertretender Landrat, von 1994 bis 1996 Landrat.
Von 1988 bis 1994 war Rolf Reinemann stellvertretender Vorsitzender des CDU-Landesverbandes Braunschweig. Dem CDU-Kreisverband Helmstedt saß er von 1972 bis zum Jahr 2001 vor. Von 1997 bis 2010 war Reinemann Landesvorsitzender der Senioren-Union in Niedersachsen und bis 2010 auch deren stellvertretender Bundesvorsitzender.
Von 1974 bis 1994 war er für volle fünf Wahlperioden direkt gewähltes Mitglied des Niedersächsischen Landtages für den Wahlkreis Helmstedt. Er war unter anderem Mitglied des Präsidiums des Landtages, des Geschäftsordnungsausschusses, des Ausschusses für Bau- und Wohnungswesen sowie des Ausschusses für Vertriebene, Flüchtlinge und Aussiedler sowie Fragen des Zonenrandgebietes. Er war deutschlandpolitischer Sprecher der CDU-Landtagsfraktion. Reinemann war Mitglied der Partnerschaft der Parlamente.
Reinemann war Bundesvorsitzender des Freiheitlich Türkisch-Deutschen Freundschaftsvereins HÜR-TÜRK, Mitbegründer der Politischen Bildungsstätte Helmstedt und stellvertretender Vorsitzender des Beirates des Gymnasiums am Bötschenberg in Helmstedt. Er war Vorsitzender des Ostfälischen Instituts der „Deuregio“, eines länderübergreifenden Verbunds der Landkreise Helmstedt und Börde sowie der Städte Haldensleben, Helmstedt und Königslutter.
Im Mai 2016 wurde Reinemann zum Vorsitzenden des Landesverbandes Niedersachsen-Bremen im Sozialverband VdK gewählt. Er trat jedoch bereits im November 2016 nach Differenzen über die künftige Strategie des Verbandes zurück.
Reinemann wurde mit dem Verdienstkreuz am Bande des Verdienstordens der Bundesrepublik Deutschland und mit dem Ehrenkreuz der Bundeswehr in Gold ausgezeichnet.